# Bernat de Castelló
Bernat de Castelló (ur. 11?? – zm. ????) – hiszpański duchowny katolicki, biskup Seo de Urgel od 1195 roku do 1198 roku.